# Борис Гюдеров
Борис Гюдеров е български национален състезател и треньор по волейбол. Почетен гражданин на Перник.

## Биография
Роден е на 12 февруари 1927 г. в Перник. Състезава се за „Миньор“ Перник. От 1948 г. е част от националния отбор по волейбол на България. В продължение на 15 години е и негов капитан. Играе на поста диагонал на разпределителя. Треньор е на Торпедо (Перник), „Левски Спартак“ и в Кувейт.

## Постижения
- Шесткратен шампион на България с Миньор (Перник);
- Трето място на първото световно първенство по Волейбол в Прага[3]
- Второ място на световното в Париж (1951);
- Трето място на световното първенство в Москва (1952);
- Първо място на Универсиадата в Будапеща (1954);
- Трето място на Европейско първенство в Букурещ (1955).

## Памет
- Всяка година се провежда волейболен турнир за юноши, носещ неговото име;
- От 16 октомври 2010 г. спортната зала на „Миньор“ Перник носи неговото име.[2]

## Книги
Издава биографичната книга „Една топка, една мрежа, един живот“.